# Nephodia maturata
Nephodia maturata là một loài bướm đêm trong họ Geometridae.